# Eupalinosz

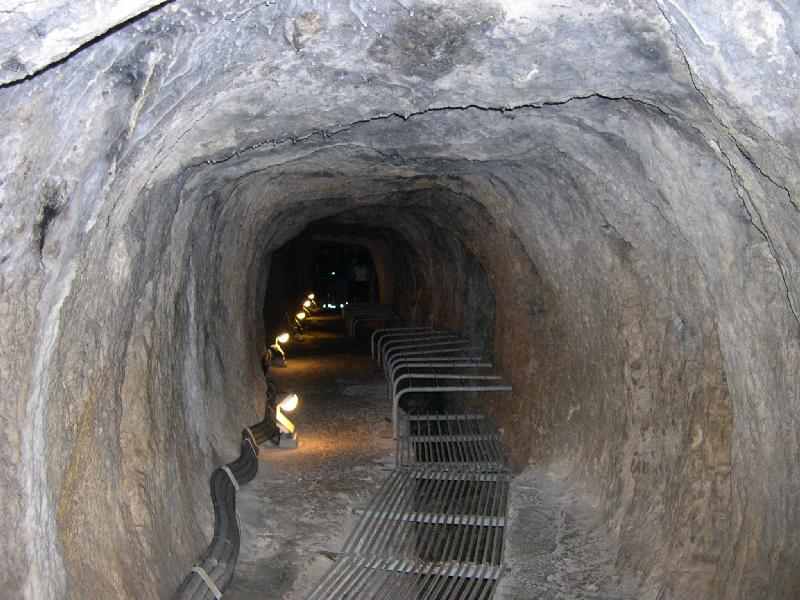
Eupalinosz alagútja a csatornával ma

Megarai Eupalinosz, Nausztrophosz fia az i. e. 6. század legjelentősebb görög mérnöke, építőmestere. Polükratész türannosz udvarában élt a Kis-Ázsia partjához közeli Szamosz szigetén, és máig az ő alkotásai a sziget leghíresebb látványosságai.

## Fő munkái

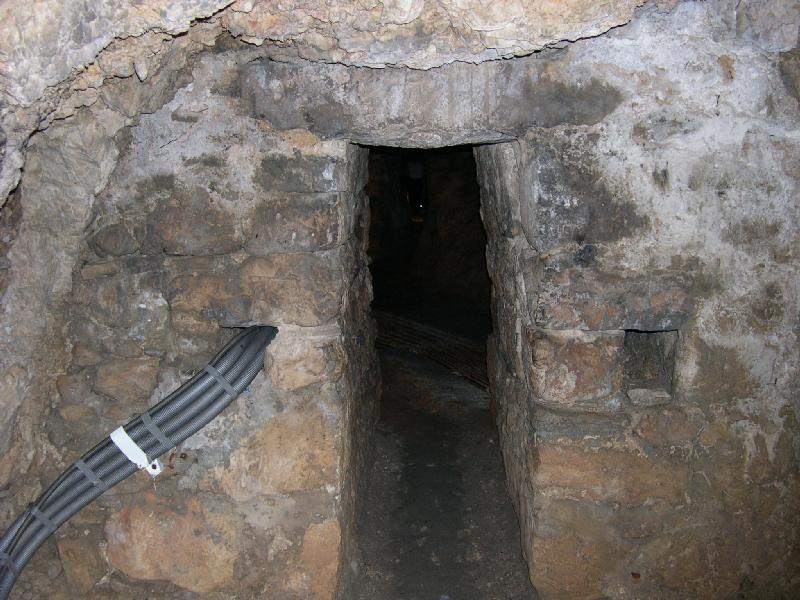
Az alagút bejárata

- A Héra-szentélyt Polükratész Zeusz felesége, Héra tiszteletére emeltette. A templom, aminek tetejét százötven, egyenként húsz méter magas oszlop tartotta, a kor legnagyobb Héra-szentélye volt.
- A kikötőt védő körgát elsősorban a szamoszi flotta védelmét szolgálta. Polükratész akkora flottát épített, amekkorát a korábbi kikötő már nem tudott ellátni.
- A városfal a konkrét védelmi célokon túl a város és az uralkodó tekintélyét is növelte.
- Leghíresebb alkotása a hegyen át, vízvezetéknek kihajtott, 1036 m hosszú alagút. Ez volt a világon a második olyan alagút, amit a hegy két végéről, egyszerre indítottak, hogy a két vágat a hegy mélyében találkozzon. Az első Ezékiás alagútja volt, amit i. e. 700 körül építettek Jeruzsálemben. A jeruzsálemi alagút a pontatlan kitűzések miatt végül is mintegy 500 m hosszú lett (a két végpont távolsága légvonalban alig háromszáz méter), Eupalinosz viszont olyan pontosan dolgozott, hogy a több, mint háromszor akkora távolságon a kétfelől hajtott vágat mindössze hatvan centiméter eltéréssel ért össze. A munka mintegy másfél évtizedig tartott: körülbelül i. e. 545-ben kezdhették, és i. e. 530-ban fejezték be. A mészkőben vájt járat egyes szakaszai a kőzetnyomás és más okok eredményeként az elmúlt kétezerötszáz évben jelentősen deformálódtak, de az alagút ma is végig járható. Azokon a szakaszokon, ahol a vágat időszakos vízfolyások völgyei alatt halad, a főtén arasznyi cseppkövek nőttek.

A görög civilizáció lehanyatlásával az alagút is feledésbe merült; bejáratai beomlottak. Bár Hérodotosznál olvashatjuk, hogy Szamosz városába egy hegy lábán át vájt, "százötven öl" hosszú alagúton át vezették a vizet, a modern történészek ezt sokáig nem vették komolyan, mert Hérodotosz meglehetősen hajlamos volt a nagyotmondásra. A 20. század elején azonban feltárták az alagutat – és ekkor kiderült, hogy még hosszabb, mint azt Hérodotosz írta.

## Utóélete
Munkásságának legismertebb irodalmi feldolgozása Paul Valéry: Eupalinosz vagy az építész (Eupalinos ou l'architecte précédé) című dialógusa (1923). Magyarra Somlyó György fordította.
Eupalinoszról nevezték el az Athén–Korinthosz autópálya a Geraneia hegy alatt húzódó alagútját.

## Külső hivatkozások (angolul)
- The Eupalinos tunnel of Samos
- The Tunnel of Eupalinos
- Name: Eupalinos[halott link]
- Tom M. Apostol: The Tunnel of Samos. California Institute of Technology. Engineering and Science.